# Pseudalsomyia piligena
Pseudalsomyia piligena är en tvåvingeart som beskrevs av Louis-Paul Mesnil 1968. Pseudalsomyia piligena ingår i släktet Pseudalsomyia och familjen parasitflugor.
Artens utbredningsområde är Pakistan. Inga underarter finns listade i Catalogue of Life.